# Du kích sông Thao
"Du kích sông Thao" là một trong các kiệt tác của nhạc sĩ Đỗ Nhuận do ông sáng tác vào năm 1949. Ban đầu, nhạc phẩm là một trường ca chỉ cần một ca sĩ biểu diễn (đơn ca), sau đó đã được trình diễn ở thể loại tốp ca, hợp ca nam nữ, rồi thành hợp xướng, độc tấu nhạc cụ và hòa tấu của dàn nhạc giao hưởng hiện đại.
Nhạc phẩm ca ngợi tinh thần hào hùng của những người du kích nông dân nói riêng và bộ đội chủ lực quân đội Việt Minh (tức Đội Việt Nam Tuyên truyền Giải phóng quân) nói chung, đã tiến hành chiến dịch Sông Thao thắng lợi (1949), góp phần giải phóng Việt Nam hoàn toàn khỏi ách đô hộ của Thực dân Pháp xâm lược (1954).

## Bối cảnh lịch sử
Sông Thao là nhánh chính của sông Hồng, chảy từ Trung Quốc vào Việt Nam ở tỉnh Lào Cai, chảy qua các tỉnh Lào Cai, Yên Bái và Phú Thọ.
Sau hàng loạt thất bại của nhiều cuộc tấn công căn cứ địa Việt Bắc, thời kì Thu - Đông năm 1947, thực dân Pháp bắt đầu chuyển hướng chiến lược chiến tranh, thành lập Khu quân sự Tây Bắc (SANO) gồm có nhiều phân khu trực thuộc, dưới phân khu là các tiểu khu. Phía hữu ngạn sông Hồng, nơi tiếp giáp giữa tỉnh Yên Bái và Lào Cai, chúng lập hệ thống đồn bốt dày đặc, trong đó có lực lượng chính quy của Pháp và ngụy quân người Thái. Cuối tháng 4 năm 1949, Bộ Tổng tư lệnh Việt Minh quyết định mở chiến dịch Sông Thao nhằm tiêu diệt một phần sinh lực của địch, phá tan khối ngụy quân Thái trắng, phá vỡ một phần lớn phòng tuyến của địch, đồng thời mở rộng căn cứ Tây Bắc từ sông Thao đến sông Đà.

### Chiến dịch sông Thao
Tham gia chiến dịch này, ngoài  năm tiểu đoàn chủ lực, pháo binh, năm đại đội độc lập của Trung đoàn 115, còn có rất nhiều chiến sĩ du kích và dân công vùng này và các vùng lân cận, gọi chung là lực lượng du kích sông Thao. Lực lượng này đã góp phần cung cấp hàng trăm tấn gạo, hàng nghìn kg thực phẩm, làm mảng vượt sông, huy động hàng trăm ngựa thồ cũng như trực tiếp tham gia chiến dịch.

### Chiến thắng của chiến dịch
Chiến dịch Sông Thao có ý nghĩa và tầm vóc lớn. Đây là lần đầu tiên, bộ đội ta thực hiện thành công lối đánh công kiên vào đồn địch ở quy mô cấp tiểu đoàn. Toàn bộ hệ thống đồn bốt của Pháp đã bị gỡ bỏ, trong đó có những đồn lớn trên đất Yên Bái như đồn Gióm, đồn Đại Bục, Đại Phác ở huyện Văn Yên và nhiều đồn khác thuộc huyện Văn Bàn đồng thời đã mở rộng được một vùng tự do rộng lớn ở tỉnh Yên Bái. Ta tiêu diệt 9 và bức rút 16 vị trí làm cho phòng tuyến Sông Thao vỡ một mảng dài 70 km. Địch bị diệt 230 tên (có 51 lính Pháp, 124 lính khố đỏ và 55 lính dõng), bị thương 150 tên, bị bắt 58 tên (có 11 lính Pháp) và 300 tên tề điệp và phản động. Ta thu: 1 trọng liên 12,8 mm, 5 đại liên, 12 trung liên, 2 cối 81mm, 7 cối 60 mm, 250 súng trường, 22 tiểu liên, 2 súng ngắn, nhiều đạn dược và đồ quân dụng. Ta đốt 1 kho xăng, 1 kho gạo; mở rộng được cơ sở địch hậu trên 3.000 km², tổ chức được đường liên lạc thông suốt giữa các khu tự do của 3 tỉnh Sơn La, Yên Bái, Lào Cai. Ta hy sinh 86 người, bị thương 222 người. Với chiến thắng này, quân ta đã phá vỡ một mảng lớn phòng tuyến Sông Thao của địch; tiêu diệt 1 tiểu đoàn, phá hơn 20 đồn lớn nhỏ, giải phóng một vùng rộng lớn gồm 6.000 km² với 82 làng bản và hơn 2 vạn dân; mở thông được đường liên lạc giữa vùng tự do với khu căn cứ hậu địch ở Sơn La, Yên Bái, Lào Cai đưa cuộc đấu tranh du kích Yên Bái phát triển lên một bước mới là điểm tựa vững chắc cho chiến thắng Nghĩa Lộ giải phóng hoàn toàn tỉnh Yên Bái.

## Hoàn cảnh ra đời
- Nói về hoàn cảnh ra đời của bài hát, nhạc sĩ Đỗ Hồng Quân, con trai cả của nhạc sĩ Đỗ Nhuận đã có những chia sẻ chân thành và cụ thể. Ông nói: "Thời điểm cha tôi viết Du kích sông Thao, trước đó nhạc sĩ Văn Cao đã viết Trường ca Sông Lô, Nguyễn Đình Thi có bài Người Hà Nội. Đây là những bài hát vượt ra ngoài tầm một ca khúc đơn thuần, vì mang ý nghĩa lịch sử, cổ động, khích lệ tinh thần của cả một thế hệ ra trận với cấu trúc nhạc phẩm phức tạp hơn.[6][7]
- Trong hồi ký "Âm thanh cuộc đời " có tính tự sự, Đỗ Nhuận kể: Năm 1948, sau thời gian bị đày ở nhà tù Sơn La, ông và các bạn tù vượt ngục và thoát được ra ngoài. Trên đường xuôi xuống Ấm Thượng, Phú Thọ, ông nhớ đến những người bạn, người thân cũ trong đó có cô du kích tên Hà từng giúp ông và đồng đội trên đường công tác. Hỏi thăm thì được biết, cô gái lúc đó được phân công nhiệm vụ làm "người lái đò" đưa cán bộ, chiến sĩ cách mạng qua sông. Xuất phát từ câu chuyện và những cảm xúc về cô du kích nhỏ, trên tuyến đường tiếp tục di chuyển sau đó, Đỗ Nhuận vừa đi bộ vừa cầm ghi ta và sáng tác bài ca Du kích sông Thao này. Khi vừa đến ngã ba sông của các nhánh sông Việt Trì - sông Hồng thì bài hát hoàn thành.[3][8]

## Bài hát se duyên đôi lứa
Trong một đợt tuyển diễn viên văn công, Đỗ Nhuận nghỉ đêm tại nhà riêng của nhà văn Nguyên Hồng. Ông đang ngồi hóng gió thì nghe thấy một giọng nữ ngân nga giai điệu Du kích sông Thao của mình, đó là giọng hát của em vợ của Nguyên Hồng, tên là Nguyễn Thị Túc, quê Bắc Giang. Chính bài hát ấy là sợi tơ hồng của họ. Như một cái duyên, ông vừa tuyển được văn công, vừa lấy được vợ. Sau đám cưới, Đỗ Nhuận phải xa người vợ trẻ để tiếp tục hành quân lên Tây Bắc. Những ngày tháng xa cách, ông thường viết thư về và không quên ép vào trang thư một bông hồng đỏ. Sau hòa bình, họ sinh ra con trai đầu lòng là Đỗ Hồng Quân.

## Lời bài hát
A a a a a a a....
Điệp khúc - A
Hồng Hà mênh mông trôi cát tới chân làng quê
Cuối sông ngoài bến ai về có thấy đồng mía nương chè với mối tình thắm bên làng quê
Hồng Hà chơi vơi dâng nước trên nguồn về khơi
Sông Thao ngoài bến Việt Trì
Có những chàng áo nâu về say mê giòng nước…vui tràn trề.
Điệp khúc - B
Thu nay xơ xác lũy tre làng quê.
Thấy không giặc chiếm nhà thờ, bắn nát thuyền bến đốt nhà thờ với xác thuyền đắm chân bờ đê.
Hồng Hà trôi xuôi đưa xác quân thù về khơi.
Cuối sông chờ đón cha già có những chàng áo nâu thề mai đây cùng sóng đưa ngay về.
Chuyển giọng - Hù dô khoan lướt sông Hồng dô khoan
Bên sông đoàn du kích ẩn từng lều, Nơi đây người đông đến họp chợ chiều
Sông Hồng Hà réo đứng lên giết thù
Chiến binh về đây đứng rợp một trời, Vui lên đầy với sóng giục lòng người
Chuyển giọng và giảm tốc độ
Hồng Hà ơi ! Ta nhớ mùa thu xưa nước về như sóng cờ lên khi quân về Thủ đô !
Hồng Hà ơi ! Nay cũng mùa thu thấy quân thù ngơ ngác nhìn sang bên Việt Trì tàn phá.
Hồng Hà reo ! Du kích về đây ngăn quân thù như nước phù sa đang pha hòa giòng Lô.
Hồng Hà ơi ! Đây những người dân quân Hạc Trì đang chống giặc kiên quyết không rời quê nhà.